# Kaarle Artturi Aarnio
Kaarle Artturi Aarnio (* 20. April 1879 in Nastola, Finnland; † 14. Dezember 1956 in Lahti, Finnland) war ein finnischer Kantor, Dirigent, Organist, Komponist und Musikpädagoge.

## Leben
Kaarle Artturi Aarnio war mit der Musiklehrerin Hanna Dahlström (* 1887) verheiratet. Sie hatten die drei gemeinsamen Kinder Ari Aarnio (1921–1941), Veli Armas Aarnio (1922–2005) und Meri Tuulas Aarnio (1924–2007).
1899 machte Artturi Aarnio einen Abschluss an der Lukkari-Orgelschule in Helsinki. Von 1899 bis 1901 arbeitete er in Ylitornio, von 1901 bis 1910 in Valkjärvi und von 1910 bis 1916 in Kotka. Neben der Arbeit als Organist leitete er die dortigen Kirchenchöre und widmete sich seiner eigenen Weiterbildung. 1905 studierte er am Sankt Petersburger Konservatorium und 1907/08 am Stern’schen Konservatorium in Berlin. Hier studierte er ab dem 1. September 1907 Gesang bei Karl Mayer. 1910 studierte er an der Musikschule Helsingfors, der späteren Sibelius-Akademie Helsinki, mit einem Abschluss als Gesangslehrer. Bei einer Aufführung der Schöpfung von Joseph Haydn bei einem Liederfest in Hämeenlinna fungierte Aarnio als Solist. Ab dem 1. Mai 1918 war Aarnio Kantor und Organist in Lahti. Am 19. und 20. September 1925 fand in Lahti ein Kirchenmusikfest statt, das von Kaarle Artturi Aarnio organisiert wurde. Er wurde Mitglied in der Redaktion des Kirkkomusiikkilehti, der Finnischen Kirchenmusikzeitung und Organ des Finnischen Kantorenverbands [Suomen kanttoriurkuri- yhdistyksen]. Im Herbst 1928 gründete er in Lahti eine Musikschule, die er zunächst selbst leitete. 1929 wurde auf Initiative Artturi Aarnios die Einrichtung eines Ausschusses zur Schaffung einer landesweiten finnischen Kirchenmusikhochschule beschlossen. Diesem Ausschuss gehörten neben Aarnio Heikki Klemetti (1876–1953), Ilmari Krohn (1867–1960), Armas Maasalo (1885–1960) und Alfred Hihlman (1886–1961) an. Bei der Jahrestagung des Finnischen Kantorenverbands 10. September 1929 wurde er ins Präsidium des Finnischen Kantorenverbands und in den Verlagsausschuss des Finnischen Kirchenmusikzeitung gewählt.
Am 6. August 1934 wurde bei einem Großbrand in Lahti, bei welchem über ein Dutzend Fabrik- und Wohngebäude zerstört wurden, auch Artturi Aarnios Wohnhaus zerstört.

## Werke (Auswahl)

### Oratorium
- Jeftan tytär. (Jiftachs Tochter)

### Oper
- Anna-Liisa.

### Bühnenmusik
- Luonnon lapsia. [Kinder der Natur], Text: Maiju Lassila [Pseudonym von Algot Untola (1868–1918)][13]

### Chormusik
- Illalla. [Abends], 1923
- Jö ja hiljaisuus. [Nacht und Stille]. Bei einem Kirchenkonzert am 26. Oktober 1913 vom Kotkan Kuoro unter der Leitung von Antti Aarnio in der Kirche in Kotka aufgeführt.[14]
- Lavea vai kaita ti ? Text: Simo Korpela.[Digitalisat 1]
- Mä laulan, Jeesus, sun rakkauttas. Text: Simo Korpela.[Digitalisat 2]
- Matkan musitat. Text: Simo Korpela.[Digitalisat 3]
- Nöryys. Text: Simo Korpela.[Digitalisat 4]
- Luon silmäni Siioniin. Text: Simo Korpela.[Digitalisat 5]
- Hejtä Baalis.[15]
- Suuret ovat Herran työt.[15]
- Tähän betkeen.[15]
- Tuomat valkeina kukkii. 1914 im Liederbuch des Kuopio Lieder- und Musikfests 1914 abgedruckt.[16]
- Vuoritiellä. Pflichtstück beim sechsten finnischen Jugendliederfest 1925.[17]
- Psalmvertonungen Gunnar Wennerbergs ins Finnische übertragen. In einer Sammlung von Chorsätzen für das Kirchenmusikfest 1925 in Lahti. Psalm Nr. 1; Psalm Nr. 3; Psalm Nr. 8; Psalm Nr. 12; Psalm Nr. 21; Psali Nr. 24; Psalm Nr. 38; Psalm Nr. 39; Psalmi Nr. 42.
- Nyt kylvämme. Für das Kirchemusikfest in Lahti 1925.
- Yö ja hiljaisuus. Für das Kirchemusikfest in Lahti 1925.
- Kevät on mennyt. In: Sekaäänisiä lauluja : 111. vihko. [Lieder für gemischte Stimmen; 111. Band]. Otava, Helsinki 1930.

### Lieder
- Maamiehen kevätlaulu. [Frühlingslied des Landmanns]. In: Kansanopiston laulukirja : nuottipainos [Liederbuch für die Volkshochschule]. Otava, Helsinki 1939.
- Sulamith. Text: Oskar Kotila. Lied mit Klavierbegleitung. 1911 bei Weilin & Göös in Helsinki verlegt.[18]
- Lieder zum Theaterstück Luonnon lapsia [Kinder der Natur] von Maiju Lassilan (1868–1918). Veröffentlicht in der Zeitung Sanomalehti, 1912

### Sonstiges
Für eine Aufführung 1914 in Kotka übersetzte er das Oratorium Samson HWV 57 von Georg Friedrich Händel ins Finnische.

## Digitalisate
1. ↑  Lavea vai kaita ti ? in Nuorten todistus Nr. 12 1925 vom 1. Oktober 1925. Als Digitalisat bei https://digi.kansalliskirjasto.fi
2. ↑  Mä laulan, Jeesus, sun rakkauttas. als Digitalisat in Elämän kevät : Suomen lähetysseuran nuorisojulkaisu S. 162 vom Oktober 1913 als Digitalisat in der https://digi.kansalliskirjasto.fi
3. ↑  Matkan musitat. in: Elämän kevät : Suomen lähetysseuran nuorisojulkaisu S. 206 vom Dezember 1913 als Digitalisat in der https://digi.kansalliskirjasto.fi
4. ↑  Nöryys in Elämän kevät : Suomen lähetysseuran nuorisojulkaisu S. 9 vom April 1914 als Digitalisat in der https://digi.kansalliskirjasto.fi
5. ↑  Luon silmäni Siioniin. in Elämän kevät : Suomen lähetysseuran nuorisojulkaisu S. 175 vom November 1914 als Digitalisat in der https://digi.kansalliskirjasto.fi